# St.-Johannes-Kapelle (Münster)

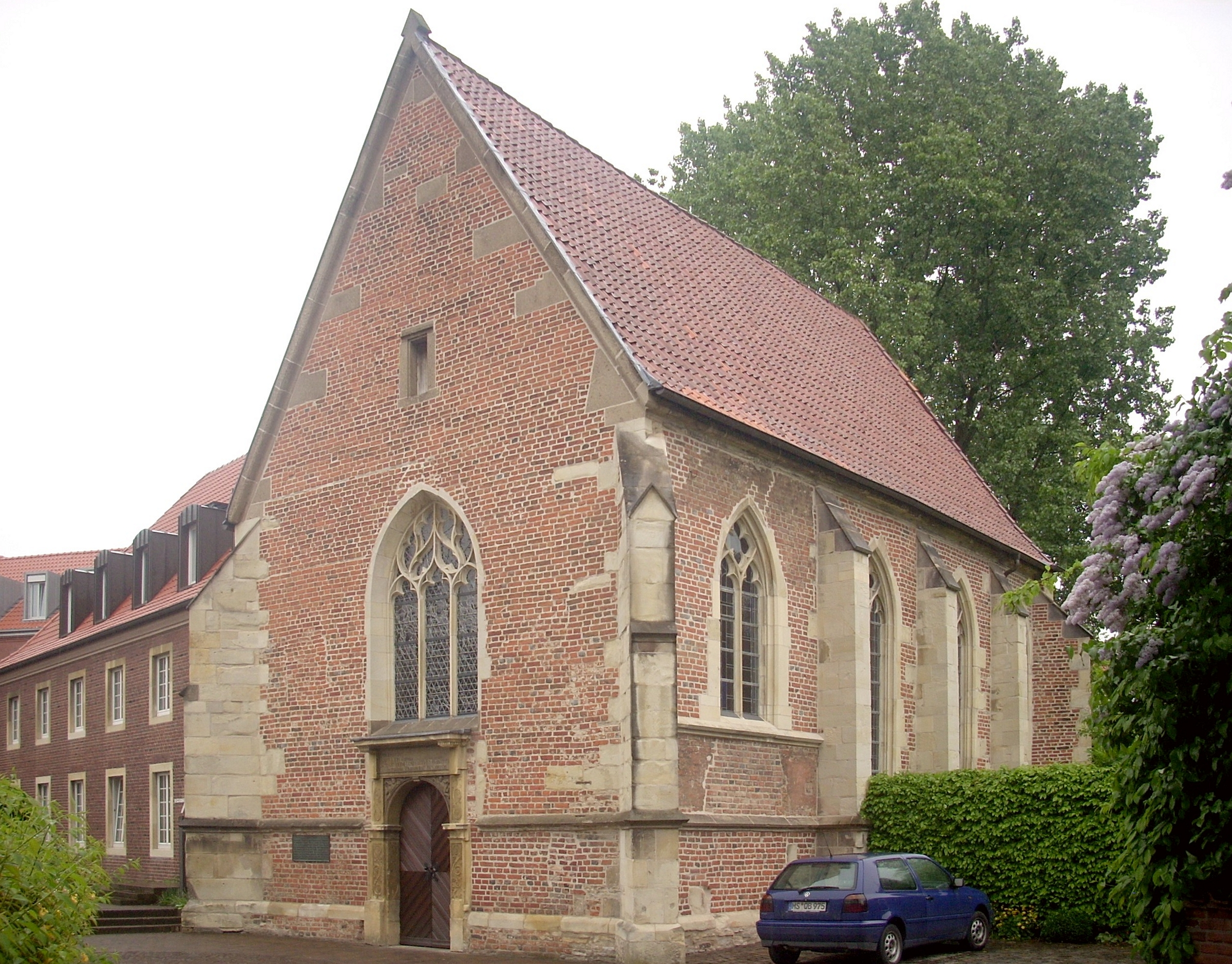
St.-Johannes-Kapelle

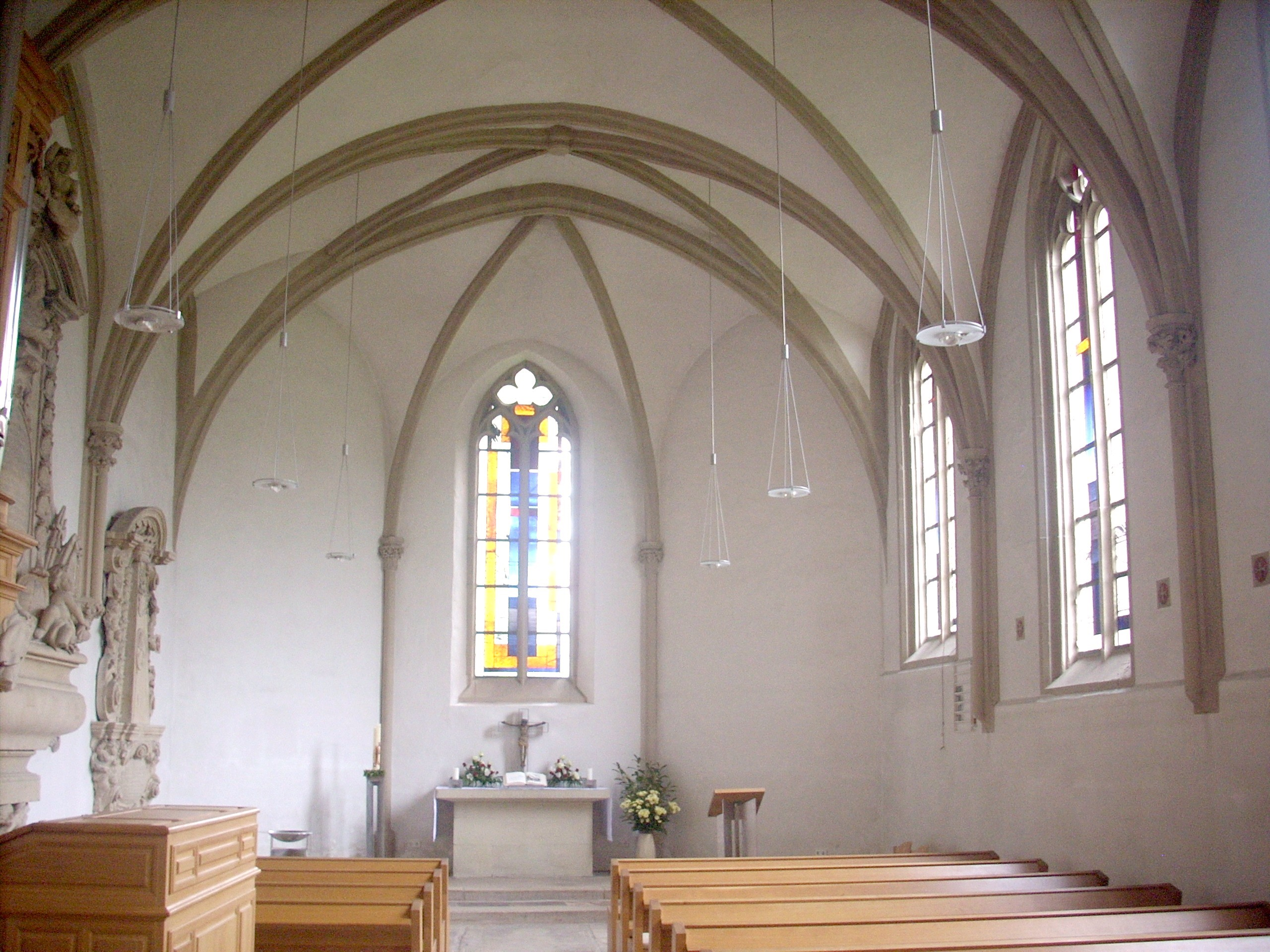
Inneres

Die St.-Johannes-Kapelle in Münster ist ein kleines gotisches Kirchengebäude am Breul im Nordwesten der historischen Altstadt. Sie gehört der evangelischen Apostelkirchengemeinde und wird von verschiedenen Gruppen und Konfessionen für Gottesdienste in besonderer Gestalt genutzt.

## Architektur und Geschichte
Die Kapelle ist ein turmloser Saalbau aus Backstein mit Strebepfeilern und Laibungen aus Sandstein. Das Portal im Westen zeigt Renaissanceformen. Die vier Joche des Langhauses sind mit Kreuzgewölben gedeckt; das östlichste Joch ist verkürzt. Den Ostabschluss bildet eine oktogonale Apsis. Die Schlusssteine der beiden westlichen Joche zeigen das Johanniterkreuz und das Haupt Johannes des Täufers. Die Maßwerkfenster der übrigen Wände sind mit modernen Buntglasscheiben versehen.
Das heutige Erscheinungsbild der Kapelle ist Ergebnis einer wechselvollen Geschichte. Anfang des 14. Jahrhunderts gründete die Burgsteinfurter Johanniter-Kommende in Münster eine Zweigniederlassung. Zu den Konventsgebäuden gehörte die dem Ordenspatron geweihte Kapelle, ein kleiner, rechteckiger Bau. Als die Kommende im Reformationsjahrhundert ganz nach Münster verlegt wurde, erhielt die Kapelle Apsis, Renaissanceportal und eine aufwändigere Ausstattung.
1810 wurde die Münsteraner Johanniterkommende aufgehoben. Sie wurde den Grafen von Bentheim und Steinfurt zugeschlagen. Die Kapelle wurde profaniert und als Lagerraum genutzt.
Im Zweiten Weltkrieg wurden die Konventsgebäude zerstört, die Kapelle jedoch nur leicht beschädigt. Jugendliche des CVJM richteten sie in Eigeninitiative wieder her. Am Ersten Advent 1948 wurde unter Leitung von Walter Drobnitzky der erste Gottesdienst gefeiert. Seitdem ist die Johanneskapelle evangelische Filialkirche und ökumenischer Treffpunkt. In den folgenden Jahrzehnten konnten Bau und Ausstattung mithilfe vieler Förderer erhalten und verschönert werden.

## Orgel

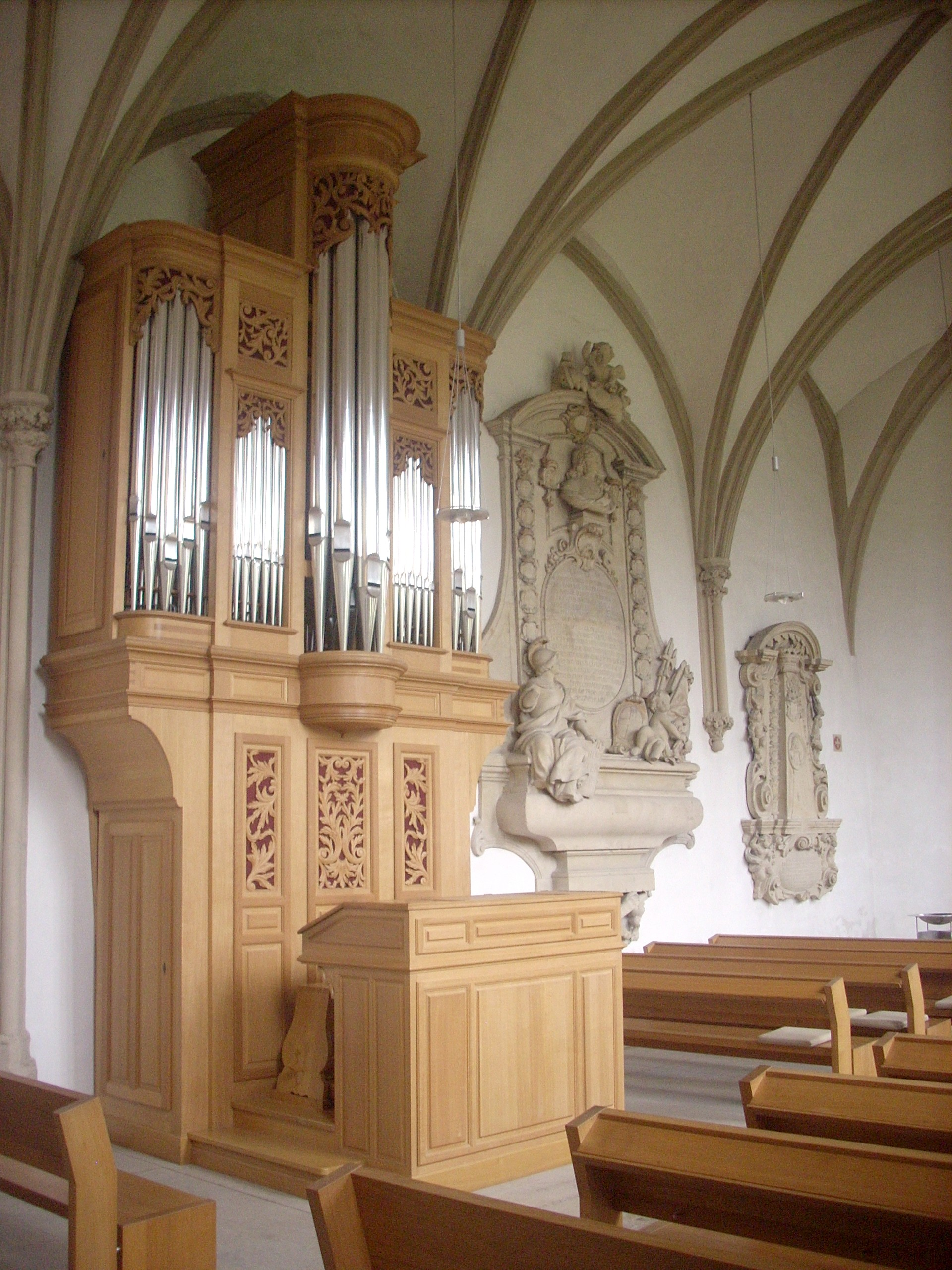
Orgel

Die Johannes-Kapelle, die knapp 100 Kirchenbesucher fasst, verfügt seit dem Jahr 2002 über eine bemerkenswerte Orgel, die von der Orgelbaufirma Manufacture d’Orgues Muhleisen erbaut wurde.
Die Orgel steht an der Nordwand, neben zwei Epitaphen. Sie füllt mit ihrer Breite von 2,90 m und ihrer Höhe von 6,30 m ein ganzes Joch aus, hat aber lediglich eine Tiefe von 90 cm. Im unteren Teil des Orgelgehäuses befindet sich das Schwellwerk, darüber das Hauptwerk mit dem (ausgebauten) Prinzipal 8′ im Prospekt. Aus Platzgründen hat die Orgel kein eigenes Pedalwerk. Die Pedalregister werden über Transmissionen aus dem Hauptwerk erzeugt. Das Schleifladen-Instrument hat 17 Register auf zwei Manualwerken und 4 Transmissionen in das Pedal. Die Spiel- und Registertrakturen sind mechanisch. Der Spieltisch steht frei vor der Orgel mit Blickrichtung in den Kapellen-Raum.
| I Grand Orgue C–g3 |               |     |
| 1.                 | Bourdon       | 16′ |
| 2.                 | Montre        | 8′  |
| 3.                 | Flûte         | 8′  |
| 4.                 | Prestant      | 4′  |
| 5.                 | Flûte         | 2′  |
| 6.                 | Fourniture IV | 1′  |
| 7.                 | Trompette     | 8′  |

| II Positiv C–g3 |                  |        |
| 8.              | Bourdon          | 8′     |
| 9.              | Gambe            | 8′     |
| 10.             | Voix céleste     | 8′     |
| 11.             | Salicional       | 8′     |
| 12.             | Flûte à Cheminée | 4′     |
| 13.             | Doublette        | 2′     |
| 14.             | Nasard           | 2 1⁄3′ |
| 15.             | Tierce           | 1 3⁄5′ |
| 16.             | Larigot          | 1 ⁄3′  |
| 17.             | Octave           | 1′     |
|                 | Tremblant        |        |

| Pedal C–f1 |                   |     |
| 18.        | Bourdon (Nr. 1)   | 16′ |
| 19.        | Montre (Nr. 2)    | 8′  |
| 20.        | Prestant (Nr. 4)  | 4′  |
| 21.        | Trompette (Nr. 7) | 8′  |

- Koppeln: II/I, I/P, II/P